# Büchelesstein
Büchelesstein, auch Büchelstein, ist ein zwischen Bodelsberg und Moosbach gelegener Weiler, der zum Markt Sulzberg im schwäbischen Landkreis Oberallgäu gehört. Er besteht aus drei Häusern und zählt 6 Einwohner.
Am 1. Mai 1978 wurde Büchelesstein aus der Gemeinde Mittelberg ausgegliedert und in den Markt Sulzberg eingegliedert, während gleichzeitig der Gemeindeteil Oberzollhaus den umgekehrten Weg nahm.
Büchelesstein liegt an der Kreisstraße OA 11. Der nächste Bahnhof ist Zollhaus-Petersthal in Oy-Mittelberg.
Bei Büchelesstein, im Winkel der Straßen OA 11 und A 7, befindet sich ein denkmalgeschütztes „Steinernes Kreuz“ aus dem 18. Jahrhundert.